# Le Pied-Tendre
Le Pied-Tendre est la quarante-huitième histoire de la série Lucky Luke par Morris (dessin) et René Goscinny (scénario). Elle est publiée pour la première fois en 1967, du no 1537 au no 1556 du journal Spirou, puis, en album, en 1968, aux éditions Dargaud. Elle tire son nom de celui donné dans l’Ouest américain aux pied-tendres arrivant d'Angleterre, moqués et chahutés car présumés peu capables de s’adapter à la rude vie du Far-West.

## Synopsis
Lorsque le vieux Baddy meurt, il demande à son ami Lucky Luke de veiller sur son héritier, Waldo Badmington — un pied-tendre, arrivant d'Angleterre pour prendre possession de son ranch de Dry Gulch —, à la condition expresse que celui-ci « en vaille la peine ». Ce nouvel arrivant n'est pas du goût de Jack Ready, adversaire du vieux Baddy, qui attendait de pouvoir racheter le ranch du vieil homme à sa mort: une bonne raison pour tenter de rudoyer le nouveau venu !
Or, contrairement aux prévisions, celui-ci trouve rapidement ses marques dans le Far-West, aidé par Lucky Luke, par son majordome Jasper et par Sam, le Peau-Rouge qui servait Baddy.
Jack Ready se fait alors passer pour mort et fait accuser Waldo de meurtre. Ce dernier et Luke sont mis en prison et jugés dans une parodie de procès. Toutefois, le cow-boy parvient à s'enfuir et mène l'enquête auprès de George, barman du saloon et homme de main de Ready. 
Le pot aux roses est vite découvert, donnant l'occasion d'organiser un duel au pistolet, à l'européenne, entre Waldo et Jack. Tremblant de peur, ce dernier cède ses terres à Waldo et quitte la ville avec George. Waldo reprend possession de son ranch, engageant de nouveaux employés, tandis que Jasper quitte son service pour devenir prospecteur d'or (on le reverra dans l'album Le Klondike). Plus tard, Waldo va « accueillir » un nouveau pied-tendre qu'il connait et déteste.

## Personnages
- Lucky Luke : il est chargé, à la demande de son vieil ami Baddy, de veiller sur l'héritier du ranch, seulement si ce dernier « en vaut la peine ».
- Jolly Jumper
- Waldo Badmington : le pied-tendre et héritier du vieux Baddy. Aristocrate anglais de bonne éducation, très doué au tir et à la boxe, il s'adapte rapidement à la vie de cow-boy et ne cesse d'étonner Luke par ses capacités.
- Jasper : majordome de Waldo, il le suit dans sa nouvelle vie.
- Sam le Sioux : serviteur dévoué au vieux Baddy, il accepte de servir son héritier à la demande de Luke.
- Jack Ready : propriétaire sans scrupules du ranch voisin de celui de Baddy, il est prêt à tout pour s'emparer de l'héritage.
- George : barman et homme de main de Ready.
- Jefferson Lloyd : avoué du vieux Baddy.
- Herbert Hoof : juge, il est chargé du procès de Waldo et Luke.
- Willy Boiledhash : anglais, détesté par Waldo, il apparaît à la fin de l'album, où il est rudement accueilli comme un pied-tendre par les cow-boys (y compris Waldo).
- Le vieux Baddy : ancien aristocrate anglais, il est venu dans l'Ouest pour échapper à un scandale inconnu. Propriétaire d'un ranch et ami de Lucky Luke, il mourra lors d'une chasse au bison et laissera son ranch en héritage à son arrière-petit-neveu Waldo. Son véritable nom était Harold Lucius Badmington. Il n'est que mentionné dans l'album.

## Autour de l'album
- Le personnage de Waldo ressemble à Albert Uderzo[1]. Ce dernier s'en était amusé, mais Morris affirmera plus tard qu'il ne s'agit que d'une coïncidence[2].
- Plusieurs personnages de cette histoire, Jasper et Waldo Badminton, reviendront dans un épisode ultérieur, Le Klondike.

## Publication

### Revues
L'histoire est parue dans le journal Spirou, du no 1537 (26 septembre 1967) au no 1556 (8 février 1968).

### Album
Éditions Dargaud, no 2, 1968.

## Adaptation
Cet album a été adapté dans la série animée Lucky Luke, diffusée pour la première fois en 1984. Le chien Rantanplan apparaît dans cet épisode.